# Нинуа, Вахтанг Давидович
Вахтанг Давидович Нинуа (груз. ვახტანგ მაქსიმეს ძე ნინუა; 1916 — 1981) — грузинский советский актёр театра и кино. Заслуженный артист Грузинской ССР (18 апреля 1958), Народный артист Грузинской ССР (17 февраля 1967).

## Биография
Родился 6 сентября (19 сентября по новому стилю) 1916 года в Баку в состоятельной семье, его отец был известным промышленником-виноделом.
Окончил школу, затем учился в Батуми в машиностроительном техникуме.
В 1941 году окончил Актёрскую школу при «Госкинопроме Грузии» (Тбилисская киностудия). 
С 1946 года работал актёром этой студии. 
C 1948 года служил в Театре Марджанишвили. Член КПСС с 1947 года.
В кино снимался с 1938 года.
Умер 30 декабря 1981 года и был похоронен 1 января 1982 года в Сабурталинском пантеоне.
Был дважды женат. От первого брака было две дочери, от второго — сын.

## Фильмография
- 1939 — Запоздалый жених
- 1939 — Родина — Титико
- 1940 — Девушка из Хидобани — Шота
- 1941 — Каджана
- 1941 — Огни Колхиды − Коста
- 1949 — Счастливая встреча — Хапичия
- 1950 — Весна в Сакене — агроном
- 1952 — Покорители вершин — Леван Чрелашвили
- 1954 — Они спустились с гор — водитель грузовика
- 1955 — Тайна двух океанов − Арсен Давыдович Лордкипанидзе
- 1956 — Тень на дороге — Шакро
- 1957 — Отарова вдова — делопроизводитель
- 1958 — Маяковский начинался так…
- 1959 — Майя из Цхнети — Джемал Бердзадзе
- 1959 — Случай на плотине — Ахмахи
- 1960 — Левана (короткометражный)
- 1961 — Жених без диплома — Николоз
- 1961 — Мяч и поле (короткометражный) — Геронтий
- 1963 — Палиастоми — Кация
- 1964 — Дети моря — Карчава
- 1965 — Иные нынче времена — князь
- 1965 — Пьер — сотрудник милиции − сторож
- 1966 — Встреча с прошлым — Ясон
- 1968 — Тариэл Голуа — Манучар
- 1968 — Тревога — Дурмишхан
- 1969 — Ну и молодежь! − учитель
- 1970 — Сады Семирамиды — Атанас
- 1972 — Белые камни (киноальманах) — укротитель
- 1972 — Улица без конца — эпизод
- 1972 — Чари-рама — Абесалом
- 1974 — Спелые гроздья
- 1975 — Ау-у! (киноальманах) — Ипполит Пипия
- 1976 — Камень чистой воды
- 1976 — Песни над облаками — эпизод
- 1977 — Цена жизни (киноальманах)
- 1978 — Кваркваре

## Награды
- Был награждён медалями «За оборону Кавказа» (1945) и «За доблестный труд в Великой Отечественной войне» (1946).
- Народный артист Грузинской ССР (17 февраля 1967).
- Заслуженный артист Грузинской ССР (18 апреля 1958).
- Также награждён Почетной грамотой Президиума Верховного Совета Грузинской ССР (1976, за заслуги в деле развития грузинского театрального искусства и в связи с шестидесятилетием).[1]